# Musaranya cuacurta xinesa
La musaranya cuacurta xinesa (Blarinella quadraticauda) és una espècie de mamífer eulipotifle de la família de les musaranyes (Soricidae). És endèmica de la Xina.